# Fürstenfelder Straße
Die Fürstenfelder Straße (B 319) ist eine Landesstraße B in der Steiermark. Sie führt auf einer Länge von 13 km von der Anschlussstelle Ilz an der Süd Autobahn (A 2) bis Landesgrenze Steiermark/Burgenland östlich von Fürstenfeld. Früher war sie Teil der Gleisdorfer Straße (B 65).
Die B 319 wurde als Teil der Europastraße 66 durch die Fürstenfelder Schnellstraße (S 7) ersetzt.
| B319 | Die Fürstenfelder Straße befand sich wie die anderen ehemaligen Bundesstraßen in der Bundesverwaltung. Seit dem 1. April 2002 steht sie unter Landesverwaltung und führt zwar das B in der Nummer weiterhin, nicht aber die Bezeichnung Bundesstraße. |